# XY anatomy of a boy
XY anatomy of a boy er en dokumentarfilm fra 2009 instrueret af Mette Carla T. Albrechtsen.

## Handling
Kan man både være jomfru, bøsse og tænde på piger? XY er et intimt studie af seks homoseksuelle drenge. I omklæningsrummet afsløres nogle af ungdommens usikkerheder og pinlige historier. Bl.a. om Peter, det store brød, forelskelser og hvor kikset det kan være at miste sin mødom til en Disneyfilm.